# کریس برنز (بازیکن فوتبال)
کریس برنز (انگلیسی: Chris Burns؛ زادهٔ ۹ نوامبر ۱۹۶۷) بازیکن فوتبال اهل بریتانیا است.
از باشگاه‌هایی که در آن بازی کرده‌است می‌توان به باشگاه فوتبال سایرون‌سستر تاون، باشگاه فوتبال پورتسموث، باشگاه فوتبال سوانزی سیتی، باشگاه فوتبال چلتنهام تاون، باشگاه فوتبال ای‌اف‌سی بورنموث، باشگاه فوتبال گلاستر سیتی، باشگاه فوتبال فارست گرین راورز، و باشگاه فوتبال نورث‌همپتون تاون اشاره کرد.